# عبد السلام القادري
عبد السلام بن محمد بن عبد الله بن الخياط القادري الحسني أبو محمد، مؤرخ مغربي، توفي بفاس، له كتاب "التحفة القادرية في التعريف بشرفاء وزان" وهو في ثلاثة أسفار، ومنه نسخ في خزائن فاس. قال ابن سودة: "أتى فيه على جل حوادث المئة الحادية عشرة بقلم سيال وحرية فكر. وله كذلك كتاب "الدولة العلوية" يتحدث فيه عن الزيدانية بمكناس. توفي عام 1228هـ - 1813م.

## مؤلفاته
- المقصد الاحمد في التعريف بسيدنا ابي عبد الله احمد كتاب سير عن الصلحاء والأولياء بفاس.